# La Soif et la Faim
La Soif et la Faim est une pièce de théâtre d'Eugène Ionesco représentée pour la première fois en allemand à Düsseldorf, le 30 décembre 1964 puis en français le 27 février 1966 à la Comédie-Française dans une mise en scène de Jean-Marie Serreau.

## Distribution de la création française
- Robert Hirsch: Jean
- Michel Etcheverry: Frère Tarabas
- Jacques Eyser: Tripp
- Jean-Paul Roussillon: Brechtoll
- René Camoin: 1er gardien
- Claude Brosset: 2e gardien (en alternance avec René Arrieu)
- Louis Eymond: le Frère Supérieur
- Michel Bernardy: 2e Frère
- Simon Eine: 3e Frère
- Jacques Maury: le Frère comptable
- Annie Ducaux: Adélaïde
- Claude Winter: Marie-Madeleine
- Géraldine Valmont: Marthe